# Итан Хок
Итан Грин Хок (енгл. Ethan Green Hawke; Остин, 6. новембар 1970) амерички је глумац, редитељ, сценариста и књижевник. Као глумац и сценариста био је номинован за четири Оскара, а има и једну номинацију за награду Тони. Режирао је два играна и један документарни филм, три позоришне представе и написао три романа - "Најтоплија земља" (1996), "Еш Венсдеј" (2002) и "Светли трачак таме" (2021).
Његов глумачки деби био је дечији филм Истраживачи из 1985. године, а потом је привукао пажњу јавности улогом Тода Андерсона у драми Друштво мртвих песника из 1989. Након успеха са овим пројектом, Хок је наступио у неколико филмова, али је тек његова изведба у романтичној драми Уједи живота наишла на позитивне реакције критичара. Године 1995. улогом Џесија Воласа у филму Пре свитања отпочео је дугогодишњу сарадњу са редитељем Ричардом Линклејтером. Исту улогу репризирао је у наставцима Пре заласка сунца (2004) и Пре поноћи (2013), за које је такође писао сценарије (са Линклејтером и Жили Делпи) који су му донели две номинације за Оскара у категорији "Најбољи адаптирани сценарио".
Хок је крајем деведесетих играо главне улоге у научнофантастичном трилеру Гатака и модернизацијама Дикенсових Великих очекивања и Шекспировог Хамлета. Улога младог полицајца Џејка Хојта у криминалистичкој драми Дан обуке из 2001. донела му је номинацију за Оскара и Награду Удружења глумаца за најбољу споредну мушку улогу. Након тога наступио је у хорорима Узимање живота (2004), Злокобан (2012) и Прочишћење (2013), криминалистичким филмовима Господар рата (2005) и Док ђаво не сазна да си мртав (2007) и научнофантастичној драми Предодређење (2014).
Сарадњу са Линклејтером наставио је и ван трилогије Пре свитања и постао је један од његових најредовнијих сарадника. Наступио је у Линклејтеровим филмовима Њутонови момци (1998), Пробуђени живот (2001), Касета (2001), Нација брзе хране (2006) и Одрастање (2014) који се сматра тренутним врхунцем његове глумачке каријере. Улога у овом филму донела му је номинацију за бројне престижне награде, укључујући Оскара, Златни глобус, БАФТУ и Награду Удружења глумаца за најбољу споредну мушку улогу.

## Приватни живот
Хок се 1. маја 1998. венчао са глумицом Умом Терман коју је упознао на снимању филма Гатака 1996. Имају двоје деце - кћерку Мају (рођена 1998) и сина Левона (рођен 2002). Разишли су се 2003. због тврдњи да је Хок био неверан, а бракоразводна парница окончана је у августу 2005.
Хок је у јуну 2008. оженио Рајан Хок (девојачко презиме Шохјуз) која је на кратко радила као дадиља његове деце пре него што је дипломирала на Универзитету Колумбија. Имају две кћерке - Клементин Џејн (рођена 2008) и Индијану (рођена 2011).

## Филмографија
| Улоге Итана Хока |                                    |               |                                  | |
| Година           | Српски назив                       | Изворни назив | Улога                            | Напомена |
| 1985.            | Истраживачи                        |               | Бен Крандал                      | |
| 1989.            | Друштво мртвих песника             |               | Тод Андерсон                     | |
| 1989.            | Тата                               |               | Били Тремонт                     | |
| 1991.            | Мистериозни састанак               |               | Том Мекхју                       | |
| 1991.            | Бели очњак                         |               | Џек Конрој                       | |
| 1992.            | На ушћу прошлости                  |               | Метју Прајс                      | |
| 1992.            | Поноћни сведок                     |               | Вил Нот                          | |
| 1993.            | Невоље са породицом                |               | Вејн Фробинес                    | |
| 1993.            | Преживели                          |               | Нандо Парадо                     | |
| 1994.            | Уједи живота                       |               | Трој Дајер                       | номинација - МТВ филмска награда за најбољи пољубац (са Виноном Рајдер) |
| 1995.            | Пре свитања                        |               | Џеси Волас                       | номинација - МТВ филмска награда за најбољи пољубац (са Жили Делпи) |
| 1995.            | Тражи и уништи                     |               | Роџер                            | |
| 1997.            | Гатака                             |               | Винсент Антон Фриман/Џером Мароу | |
| 1998.            | Велика очекивања                   |               | Финеган „Фин“ Бел                | |
| 1998.            | Њутонови момци                     |               | Џес Њутон                        | |
| 1998.            | Брзина живота                      |               | Нет                              | |
| 1999.            | Краљ лопова                        |               | Лен Колс                         | |
| 1999.            | Снег пада на кедрове               |               | Ишмиел Чејмберс                  | |
| 2000.            | Хамлет                             |               | Хамлет                           | |
| 2001.            | Дан обуке                          |               | Џејк Хојт                        | номинација - Оскар за најбољег глумца у споредној улози номинација - Награда Удружења филмских глумаца за најбољег глумца у споредној улози |
| 2001.            | Пробуђени живот                    |               | Џеси Волас                       | |
| 2001.            | Касета                             |               | Винс                             | |
| 2004.            | Узимање живота                     |               | Коста                            | |
| 2004.            | Пре заласка сунца                  |               | Џеси Волас                       | сценариста номинација - Оскар за најбољи адаптирани сценарио |
| 2005.            | Напад на полицијску станицу 13     |               | наредник Џејк Роник              | |
| 2005.            | Господар рата                      |               | агент Џек Валентајн              | |
| 2006.            | Најтоплија земља                   |               | Винс                             | сценариста и редитељ |
| 2006.            | Нација брзе хране                  |               | Пит                              | |
| 2007.            | Док ђаво не сазна да си мртав      |               | Хенк                             | Награда Удружења бостонских филмских критичара за најбољу глумачку поставу Награда Сателит за најбољу глумачку поставу (филм) номинација - Награда Удружења телевизијских филмских критичара за најбољу филмску поставу |
| 2008.            | Што те не убије...                 |               | Поли Макдаган                    | |
| 2008.            | Њујорк, волим те                   |               | писац                            | |
| 2009.            | Острво Статен                      |               | Сали Халверсон                   | |
| 2009.            | Свет вампира                       |               | Едвард Далтон                    | |
| 2010.            | Закон улице                        |               | детектив Сал Просида             | |
| 2011.            | Жене из суседства                  |               | Том Рикс                         | |
| 2012.            | Злокобан                           |               | Елисон Озволт                    | |
| 2013.            | Пре поноћи                         |               | Џеси Волас                       | сценариста номинација - Оскар за најбољи адаптирани сценарио |
| 2013.            | Прочишћење                         |               | Џејмс Сандин                     | |
| 2013.            | Бекство                            |               | Брент Магна                      | |
| 2014.            | Одрастање                          |               | Мејсон Старији                   | Награда Удружења бостонских филмских критичара за најбољу глумачку поставу номинација - Оскар за најбољег глумца у споредној улози номинација - Златни глобус за најбољег споредног глумца у играном филму номинација - БАФТА за најбољег глумца у споредној улози номинација - Награда Удружења филмских глумаца за најбољег глумца у споредној улози номинација - Награда Удружења филмских глумаца за најбољу филмску поставу номинација - Награда Удружења телевизијских филмских критичара за најбољег глумца у споредној улози номинација - Награда Удружења телевизијских филмских критичара за најбољу филмску поставу номинација - Награда Спирит за најбољег глумца у споредној улози номинација - Награда Сателит за најбољег глумца у споредној улози номинација - Награда Удружења интернет филмских критичара за најбољу споредну мушку улогу |
| 2014.            | Предодређење                       |               | Конобар                          | |
| 2016.            | Седморица величанствених           |               | Гуднајт Робичикс (Стрелац)       | |
| 2017.            | Валеријан и царство хиљаду планета |               | Џоли                             | |
| 2020.            | Тесла                              |               | Никола Тесла                     | |
| 2021.            | Кривица                            |               | наредник Бил Милер               | |
| 2022.            | Северњак                           |               | краљ Аурвандил                   | |
| 2022.            | Нож у леђа: Стаклени лук           |               | Мајлсов асистент                 | камео |
| 2023.            | Оставите свет иза себе             |               | Клеј Сандфорд                    | |